# Mads Eg Damgaard
Mads Eg Damgaard (1. oktober 1913 i Vildbjerg – 25. maj 1999) var en dansk tæppefabrikant og politiker. Han var broder til Aage Damgaard.
Han var søn af gårdejer Carl Damgaard (død 1953) og hustru Katrine f. Thomsen (død 1943). Mads Eg Damgaard gik kun 7 år i den kommunale skole, men købte allerede som 24-årig sin første vævemaskine og startede 1937 virksomhed i tekstilbranchen. I starten producerede han gardiner, babysvøb og lignende, men i begyndelsen af 1950'erne besluttede han at koncentrere sig om produktion af tæpper. Hans firma blev aktieselskab i 1951 under navnet Mads Eg Damgaards Fabrikker, som han var direktør og formand for bestyrelsen for. Han var direktør og formand for bestyrelsen for A/S Egetæpper 1958; fra 1974 adm. direktør i A/S Mads Eg Damgaards Fabrikker, A/S Ege Tæpper, A/S Ege Væg til Væg og A/S Ege Tæpper Export.
Damgaard var meget åben for nye produktionsteknologier, og i 1970'erne indførte fabrikken informationsteknologi ved køb af et Millitron-anlæg. Det blev dermed muligt at styre farvevalg og design elektronisk i detaljen.
Egetæpper blev i 2002 tildelt prædikat af kongelig hofleverandør. Mads Eg Damgaard var også virksom i politik, sad 13 år i Herning Byråd og siden 10 år i Folketinget for Det Konservative Folkeparti 1964-73. Han var medstifter af Herning Højskole (1958) og stiftede i 1977 Egefonden til kulturelle formål. Han var også medlem af repræsentantskabet for Herning Handels- og Landbrugsbank 1960, af bestyrelsen for Herning Højskole og Herning Exportskole; medlem af bestyrelsen for Det Danske Mælke-Compagni A/S og for Dansk Delikatesse Kompagni (DADEKO)A/S fra 1966.
I 1988 blev han udnævnt til æresborger i Herning. I 1991 udkom hans erindringer, Lille bid af ægget, Mads! Han var Ridder af 1. grad af Dannebrog og ejer af Egebjerggård gods fra 1963. Fænøgård ejede han fra 1990 til sin død.
Han blev gift 28. oktober 1938 med Edith f. Krogh, f. 24. juni 1914 i Skarrild, datter af forstassistent ved Hedeselskabet Søren Jensen Krogh (død 1952) og hustru Julie f. Andersen.
Damgaards barnebarn er finansmanden Mads Eg Gensmann.